# Commodore 64 DTV

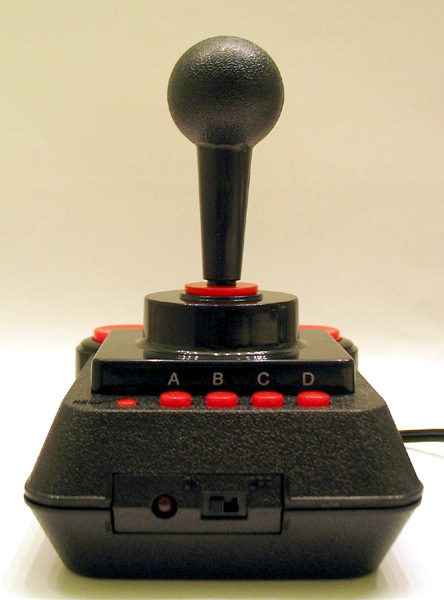
De Commodore 64 DTV

De Commodore 64 DTV is een door Jeri Ellsworth in opdracht van Tulip ontwikkelde moderne versie van de Commodore 64. Het apparaat is een Commodore 64 in de vorm van een joystick welke met twee tulpstekkers op de televisie aangesloten kan worden. Het apparaat werkt op batterijen en kwam in 2004 voor het eerst op de Canadese markt.

## Apparaat
In het apparaat bevinden zich 30 klassieke computerspellen welke door Tulip aangekocht zijn. Via een menu kan het juiste spel gekozen worden.
Onder de motorkap is de C64 DTV daadwerkelijk een Commodore 64; Ellsworth heeft de originele Commodore-chips exact nagebouwd. Het menusysteem is te omzeilen en indien men dit doet kan men de Commodore 64 in het apparaat zelf gebruiken. Een toetsenbord-op-scherm is voorzien om het gebrek aan een echt toetsenbord te compenseren.
De C64 DTV heeft ook wat te bieden voor de hobbyist. Als men het apparaat openschroeft ziet men op de printplaat de aanwijzingen hoe de originele Commodore 64 aansluitpoorten er op gesoldeerd kunnen worden, waarna men klassieke Commodore-hardware kan aansluiten.

## Ontstaan
De C64 HD TV is ontstaan uit een ander project van Ellsworth, de C-One van Individual Computers. Deze zeer bijzondere computer heeft een sleutelrol gespeeld bij het mogelijk maken van de ontwikkeling van de DTV. De C-One is gebaseerd op FPGA's en is door Ellsworth ontwikkeld om een Commodore 64 te ontwikkelen met moderne onderdelen. Omdat FPGA's herconfigureerbare chips zijn werd het mogelijk zonder grote budgetten chipontwerpen te ontwikkelen; ontwerpen kunnen simpelweg in de FPGA's van de C-One geladen worden waarna de C-One de betreffende computer is geworden.
Toen deze voldoende kwaliteit kregen om de originele Commodore-chips te vervangen zijn deze chipontwerpen omgezet in een ASIC. Deze ASIC vormt in de C64 HD TV de hele Commodore 64 in een enkele chip.

## Lijst van ingebouwde spellen
De ingebouwde spellen van de C64 DTV zijn voornamelijk een mix van Epyx en Hewson C64-spellen.

### EPYX
- Summer Games I
- Winter Games I
- Pitstop I
- Pitstop II
- Supercycle
- Jumpman Jr.
- Impossible Mission
- Impossible Mission II
- Championship Wrestling
- Gateway to Apshai
- Sword of Fargoal
- Silicon Warrior
- World Karate Champion (AKA World Karate Championship/International Karate)
- Verschillende onderdelen uit Epyx' Games-serie, waaronder Bull Riding, Sumo Wrestling, Flying Disks

### Hewson
- Tower Toppler (AKA Nebulus)
- Paradroid
- Eliminator
- Cyberdyne Warrior
- Cybernoid I
- Cybernoid II
- Ranarama
- Firelord
- Exolon
- Uridium
- Zynaps

### Image Works
- Speedball